# تباين توقيت العبور
التباين في توقيت العبور هي طريقة للكشف عن الكواكب الخارجية من خلال رصد الاختلافات في توقيت العبور. وهذا يوفر طريقة حساسة للغاية قادرة على الكشف عن كواكب إضافية في النظام ذات الكتل التي قد تكون صغيرة مثل الأرض. في النظم الكوكبية المكتظة، سحب الجاذبية بين الكواكب يتسبب في تسارع كوكب وتباطأ كوكب آخر على طول مداره. التسارع يتسبب في تغير الفترة المدارية لكل كوكب. الكشف عن هذا التأثير من خلال قياس التغيير يعرف باسم تباين توقيت العبور.ويكشف تباين التوقيت عما إذا كان العبور يحدث بشكل دوري أو إذا كان هناك اختلاف.
وقد أجريت أول عملية كشف هامة لكوكب غير عابر باستخدام تباين توقيت العبور بواسطة مرصد كبلر التابع لوكالة ناسا. وأظهر الكوكب العابر كبلر -19b تباين توقيت عبور باتساع 5 دقائق وفترة تمتد لحوالي 300 يوما، مما يدل على وجود كوكب آخر، كبلر -19C .
وفي عام 2010، اقترح الباحثون وجود كوكبا ثانيا يدور حول النظام واسب-3 على أساس تباين توقيت العبور،ولكن تم كشف خطاء هذا الاقتراح في عام 2012